# The Lion King (soundtrack uit 1994)
The Lion King: Original Motion Picture Soundtrack is de originele soundtrack van de film The Lion King uit 1994, gecomponeerd door Hans Zimmer (filmmuziek), Elton John en Tim Rice (songs). Het album werd op 31 mei 1994 uitgebracht door Walt Disney Records.

## Achtergrond
De productie van de filmmuziek kwam tot stand doordat Walt Disney, Zimmer inhuurde op basis van onder meer zijn vorige werk, de film The Power of One, waarin hij ook al gebruikmaakte van vergelijkbare traditionele Afrikaanse muziek met koor. In die film nam Lebo M ook deel in het koor. Voor de gezongen liedjes werden John en Rice aangesteld. Rice schreef ook al mee aan de liedjes van Aladdin. De nummers 1 en 3 van het album werden gearrangeerd door Zimmer en 2, 4 en 5 door Mark Mancina. 
De soundtrack won twee Oscars waarvan een voor beste filmmuziek van Zimmer en een voor beste filmsong "Can You Feel the Love Tonight" van John en Rice. De soundtrackmuziek won ook twee Golden Globes in de categorieën beste filmmuziek en beste filmsong en drie Grammy Awards in de categorieën  beste muziekalbum voor kinderen, beste instrumentaal arrangement met zang en Beste popzanger uitvoering ("Can You Feel the Love Tonight"). Van het album zijn meer dan 11 miljoen exemplaren verkocht.
In 1995 is er nog een album uit gebracht onder de naam Rhythm of the Pride Lands met muziek geïnspireerd op The Lion King en muziek in een nieuwe versie, waaronder "Hakuna Matata" van Jimmy Cliff en Lebo M. In 2000 maakten, Zimmer, John en Rice nog een soundtrackalbum The Road to El Dorado, maar behaalde daar niet zoveel succes mee als met The Lion King. In 2019 verscheen een gelijknamige album voor de remake van de film, met wederom muziek van Zimmer, John en Rice.

## Nummers
Alle liedjes zijn gecomponeerd door Elton John met tekst van Tim Rice. Alle partituren zijn gecomponeerd door Hans Zimmer.

| Nr. | Titel                                     | Artiest(en)                                                                  | Duur |
| --- | ----------------------------------------- | ---------------------------------------------------------------------------- | ---- |
| 1.  | Circle of Life                            | Carmen Twillie & Lebo M                                                      | 3:59 |
| 2.  | I Just Can't Wait to Be King              | Jason Weaver, Rowan Atkinson & Laura Williams                                | 2:50 |
| 3.  | Be Prepared                               | Jeremy Irons, Whoopi Goldberg, Cheech Marin & Jim Cummings                   | 3:40 |
| 4.  | Hakuna Matata                             | Nathan Lane, Ernie Sabella, Jason Weaver & Joseph Williams                   | 3:33 |
| 5.  | Can You Feel the Love Tonight             | Joseph Williams, Sally Dworsky, Nathan Lane, Ernie Sabella & Kristle Edwards | 2:57 |
| 6.  | This Land (filmmuziek)                    | Hans Zimmer                                                                  | 2:55 |
| 7.  | ...To Die For (filmmuziek)                | Hans Zimmer                                                                  | 4:17 |
| 8.  | Under the Stars (filmmuziek)              | Hans Zimmer                                                                  | 3:45 |
| 9.  | King of Pride Rock (filmmuziek)           | Hans Zimmer                                                                  | 5:59 |
| 10. | Circle of Life                            | Elton John                                                                   | 4:51 |
| 11. | I Just Can't Wait to Be King              | Elton John                                                                   | 3:37 |
| 12. | Can You Feel the Love Tonight (end title) | Elton John                                                                   | 4:02 |

| Nr. | Titel                                                                                   | Artiest(en)                                                                 | Duur |
| --- | --------------------------------------------------------------------------------------- | --------------------------------------------------------------------------- | ---- |
| 1.  | Circle of Life                                                                          | Carmen Twillie & Lebo M                                                     | 3:59 |
| 2.  | I Just Can't Wait to Be King                                                            | Jason Weaver, Rowan Atkinson & Laura Williams                               | 2:50 |
| 3.  | Be Prepared                                                                             | Jeremy Irons, Whoopi Goldberg, Cheech Marin & Jim Cummings                  | 3:40 |
| 4.  | Hakuna Matata                                                                           | Nathan Lane, Ernie Sabella, Jason Weaver & Joseph Williams                  | 3:33 |
| 5.  | Can You Feel the Love Tonight                                                           | Joseph Williams, Sally Dworsky Nathan Lane, Ernie Sabella & Kristle Edwards | 2:57 |
| 6.  | The Morning Report                                                                      | James Earl Jones, Jeff Bennett & Evan Saucedo                               | 1:36 |
| 7.  | This Land (filmmuziek)                                                                  | Hans Zimmer                                                                 | 2:55 |
| 8.  | ...To Die For (filmmuziek)                                                              | Hans Zimmer                                                                 | 4:17 |
| 9.  | Under The Stars (filmmuziek)                                                            | Hans Zimmer                                                                 | 3:45 |
| 10. | King Of Pride Rock (filmmuziek)                                                         | Hans Zimmer                                                                 | 5:59 |
| 11. | Circle Of Life                                                                          | Elton John                                                                  | 4:51 |
| 12. | I Just Can't Wait To Be King                                                            | Elton John                                                                  | 3:37 |
| 13. | Can You Feel The Love Tonight (end title)                                               | Elton John                                                                  | 4:02 |
| 14. | Can You Feel The Love Tonight (Remixed By Dave Reitzas And Jochem Van Der Saag) (remix) | Elton John                                                                  | 4:08 |

## Personeel (originele versie)

### Songtracks (1–5 & 10–12)
- Elton John – componist (1–5, 10, 11, 12), piano en zang (10, 11, 12)
- Davey Johnstone – gitaar (10, 11, 12), achtergrondzang (10, 11)
- Chuck Sabo – drums (10, 11, 12), achtergrondzang (10, 11), strijkers (12)
- Phil Spalding – basgitaar (10, 11, 12), achtergrondzang (10, 11)
- Guy Babylon – keyboards (10, 11, 12)
- The London Community Gospel Choir – koor (10, 11)
- Lebo M – zangarrangeur (1, 2, 3), achtergrondzang (1, 2, 3), co-leadzang (1), Afrikaans gezang (1)
- Mark Mancina – arrangementen (2, 4, 5)
- Hans Zimmer – arrangementen (1, 3) muzikaal toezicht (1–5)
- Nathan Lane, Ernie Sabella – leadzang (4, 5)
- Jacqueline Barron, Charles Biddle jr., Mary Carewe en Louis Price – achtergrondzang (2, 3)
- Richard Harvey – etnische doedelzak (2, 3)
- Joseph Williams – co-leadzang (4, 5)
- Rodney Saulsberry – achtergrondzang (1, 4)
- Carmen Twillie – leadzang (1)
- Jason Weaver – leadzang (2), co-leadzang (4)
- Jeremy Irons – gesproken woord en leadzang (3)
- Whoopi Goldberg, Cheech Marin – gesproken woord (3)
- Jim Cummings – co-leadzang (3)
- Rowan Atkinson, Laura Williams – co-leadzang (2)
- Kristle Edwards – co-leadzang (5)
- Sally Dworsky – co-leadzang (5)
- Rick Astley, Gary Barlow, Kiki Dee – achtergrondzang (12)
- Nick Glennie-Smith, Mbongeni Ngema, Andraé Crouch – vocale arrangementen (1)
- Jay Rifkin – arrangementen (4)
- Edie Lehmann Boddicker, Zolile Zulu, Terry Young, Yvonne Williams, John West, Oren Waters, Maxine Waters, Luther Waters, Julia Waters, Sam Vamplew, Thandazile, Khuluiwe S’thole, Susan D. Stevens, Sindisiwe Sokhela, Kipizane Skweyiya, Happy Skhakhane, Alfie Silas, Philile Seme, Rick Riso, Phindile, Bobbi Page, Nini Nkosi, Bongani Ngcobo, Nandi Ndlovu, Bheki Ndlovu, Thembi Mtshali, Nonhlanhla Mkhize, Vusi Mhlongo, Batho Mhlongo, Myrna Matthews, Abner A. Mariri, Khanyo Maphumulo, Tsidi Manye, Rick Logan, James Langa, Ron Kunene, Thembi Kubheka, Skhumbuzo Kubheka, Stella Khumalo, Faca Khulu, Sphiwe Khanyile, Faith Kekana, Bob Joyce, Kuyanda Jezile, Matoab’sane Jali, Clydene Jackson, Linda Cgwensa, Rick Charles, Lucky Cele, Baby Cele, Johnny Britt, Terry Bradford en Maxi Anderson – koor (1)

### Filmmuziektracks (6–9)
- Hans Zimmer – arrangementen
- Lebo M – vocale arrangementen
- Andraé Crouch – koorarrangementen
- Nick Glennie-Smith – koorarrangementen
- Tonia Duvall - vocale contractant
- Don Davis, Brad Dechter, Gordon Goodwin, Don L. Harper, Larry Kenton, Dave Metzger, Conrad Pope, Carl Rydlund, Mark Watters – orkestraties
- Yvonne Moriarty – extra orkestraties, hoorn
- Steve Becknell, David Duke, William Lane, Brian O'Connor, Richard Todd, Brad Warnaar, Phillip Yao – hoorns
- Walt Fowler, Malcolm McNab – trompet
- Sandy DeCrescent – orkestcontractor
- Bruce Fowler – vocale arrangementen, trombone
- Alan Kaplan, Charlie Loper, Bill Reichenbach, Phillip A. Teele, Lloyd Ulyate – trombones
- Richard Harvey – fluit, etnische doedelzak
- Sheree Ali, Monica Zierhut – muziekcoördinator
- Andy Hill – muziekbegeleider

## Hitnoteringen

### NederlandseAlbum Top 100
| Hitnotering: (week 1 t/m 61) 03-12-1994 t/m 10-02-1996 Hitnotering: (week 62) 03-08-2024 | Hitnotering: (week 1 t/m 61) 03-12-1994 t/m 10-02-1996 Hitnotering: (week 62) 03-08-2024 | Hitnotering: (week 1 t/m 61) 03-12-1994 t/m 10-02-1996 Hitnotering: (week 62) 03-08-2024 | Hitnotering: (week 1 t/m 61) 03-12-1994 t/m 10-02-1996 Hitnotering: (week 62) 03-08-2024 | Hitnotering: (week 1 t/m 61) 03-12-1994 t/m 10-02-1996 Hitnotering: (week 62) 03-08-2024 | Hitnotering: (week 1 t/m 61) 03-12-1994 t/m 10-02-1996 Hitnotering: (week 62) 03-08-2024 | Hitnotering: (week 1 t/m 61) 03-12-1994 t/m 10-02-1996 Hitnotering: (week 62) 03-08-2024 | Hitnotering: (week 1 t/m 61) 03-12-1994 t/m 10-02-1996 Hitnotering: (week 62) 03-08-2024 | Hitnotering: (week 1 t/m 61) 03-12-1994 t/m 10-02-1996 Hitnotering: (week 62) 03-08-2024 | Hitnotering: (week 1 t/m 61) 03-12-1994 t/m 10-02-1996 Hitnotering: (week 62) 03-08-2024 | Hitnotering: (week 1 t/m 61) 03-12-1994 t/m 10-02-1996 Hitnotering: (week 62) 03-08-2024 | Hitnotering: (week 1 t/m 61) 03-12-1994 t/m 10-02-1996 Hitnotering: (week 62) 03-08-2024 | Hitnotering: (week 1 t/m 61) 03-12-1994 t/m 10-02-1996 Hitnotering: (week 62) 03-08-2024 | Hitnotering: (week 1 t/m 61) 03-12-1994 t/m 10-02-1996 Hitnotering: (week 62) 03-08-2024 | Hitnotering: (week 1 t/m 61) 03-12-1994 t/m 10-02-1996 Hitnotering: (week 62) 03-08-2024 | Hitnotering: (week 1 t/m 61) 03-12-1994 t/m 10-02-1996 Hitnotering: (week 62) 03-08-2024 | Hitnotering: (week 1 t/m 61) 03-12-1994 t/m 10-02-1996 Hitnotering: (week 62) 03-08-2024 | Hitnotering: (week 1 t/m 61) 03-12-1994 t/m 10-02-1996 Hitnotering: (week 62) 03-08-2024 | Hitnotering: (week 1 t/m 61) 03-12-1994 t/m 10-02-1996 Hitnotering: (week 62) 03-08-2024 | Hitnotering: (week 1 t/m 61) 03-12-1994 t/m 10-02-1996 Hitnotering: (week 62) 03-08-2024 | Hitnotering: (week 1 t/m 61) 03-12-1994 t/m 10-02-1996 Hitnotering: (week 62) 03-08-2024 |
| Week:                                                                                    | 1                                                                                        | 2                                                                                        | 3                                                                                        | 4                                                                                        | 5                                                                                        | 6                                                                                        | 7                                                                                        | 8                                                                                        | 9                                                                                        | 10                                                                                       | 11                                                                                       | 12                                                                                       | 13                                                                                       | 14                                                                                       | 15                                                                                       | 16                                                                                       | 17                                                                                       | 18                                                                                       | 19                                                                                       | 20                                                                                       |
| ---------------------------------------------------------------------------------------- | ---------------------------------------------------------------------------------------- | ---------------------------------------------------------------------------------------- | ---------------------------------------------------------------------------------------- | ---------------------------------------------------------------------------------------- | ---------------------------------------------------------------------------------------- | ---------------------------------------------------------------------------------------- | ---------------------------------------------------------------------------------------- | ---------------------------------------------------------------------------------------- | ---------------------------------------------------------------------------------------- | ---------------------------------------------------------------------------------------- | ---------------------------------------------------------------------------------------- | ---------------------------------------------------------------------------------------- | ---------------------------------------------------------------------------------------- | ---------------------------------------------------------------------------------------- | ---------------------------------------------------------------------------------------- | ---------------------------------------------------------------------------------------- | ---------------------------------------------------------------------------------------- | ---------------------------------------------------------------------------------------- | ---------------------------------------------------------------------------------------- | ---------------------------------------------------------------------------------------- |
| Positie:                                                                                 | 82                                                                                       | 42                                                                                       | 32                                                                                       | 22                                                                                       | 18                                                                                       | 13                                                                                       | 12                                                                                       | 8                                                                                        | 6                                                                                        | 8                                                                                        | 8                                                                                        | 9                                                                                        | 7                                                                                        | 7                                                                                        | 10                                                                                       | 10                                                                                       | 13                                                                                       | 22                                                                                       | 17                                                                                       | 10                                                                                       |
| Week:                                                                                    | 21                                                                                       | 22                                                                                       | 23                                                                                       | 24                                                                                       | 25                                                                                       | 26                                                                                       | 27                                                                                       | 28                                                                                       | 29                                                                                       | 30                                                                                       | 31                                                                                       | 32                                                                                       | 33                                                                                       | 34                                                                                       | 35                                                                                       | 36                                                                                       | 37                                                                                       | 38                                                                                       | 39                                                                                       | 40                                                                                       |
| Positie:                                                                                 | 10                                                                                       | 15                                                                                       | 16                                                                                       | 18                                                                                       | 26                                                                                       | 38                                                                                       | 48                                                                                       | 48                                                                                       | 35                                                                                       | 29                                                                                       | 32                                                                                       | 39                                                                                       | 42                                                                                       | 45                                                                                       | 49                                                                                       | 56                                                                                       | 51                                                                                       | 63                                                                                       | 61                                                                                       | 59                                                                                       |
| Week:                                                                                    | 41                                                                                       | 42                                                                                       | 43                                                                                       | 44                                                                                       | 45                                                                                       | 46                                                                                       | 47                                                                                       | 48                                                                                       | 49                                                                                       | 50                                                                                       | 51                                                                                       | 52                                                                                       | 53                                                                                       | 54                                                                                       | 55                                                                                       | 56                                                                                       | 57                                                                                       | 58                                                                                       | 59                                                                                       | 60                                                                                       |
| Positie:                                                                                 | 51                                                                                       | 55                                                                                       | 55                                                                                       | 72                                                                                       | 80                                                                                       | 48                                                                                       | 37                                                                                       | 42                                                                                       | 48                                                                                       | 61                                                                                       | 72                                                                                       | 57                                                                                       | 61                                                                                       | 50                                                                                       | 57                                                                                       | 64                                                                                       | 72                                                                                       | 76                                                                                       | 77                                                                                       | 83                                                                                       |
| Week:                                                                                    | 61                                                                                       |                                                                                          | 62                                                                                       |                                                                                          |                                                                                          |                                                                                          |                                                                                          |                                                                                          |                                                                                          |                                                                                          |                                                                                          |                                                                                          |                                                                                          |                                                                                          |                                                                                          |                                                                                          |                                                                                          |                                                                                          |                                                                                          |                                                                                          |
| Positie:                                                                                 | 90                                                                                       | uit                                                                                      | 36                                                                                       | uit                                                                                      |                                                                                          |                                                                                          |                                                                                          |                                                                                          |                                                                                          |                                                                                          |                                                                                          |                                                                                          |                                                                                          |                                                                                          |                                                                                          |                                                                                          |                                                                                          |                                                                                          |                                                                                          |                                                                                          |

### VlaamseUltratop 200 Albums
| Hitnotering: (week 1 t/m 23) 01-04-1995 t/m 02-09-1995 Hitnotering: (week 24 t/m 26) 23-09-1995 t/m 07-10-1995 Hitnotering: (week 27 t/m 32) 21-10-1995 t/m 02-12-1995 Hitnotering: (week 33 t/m 35) 12-01-2019 t/m 26-01-2019 Hitnotering: (week 36) 09-02-2019 Hitnotering: (week 37) 23-02-2019 Hitnotering: (week 38) 09-03-2019 Hitnotering: (week 39 t/m 74) 23-03-2019 t/m 23-11-2019 Hitnotering: (week 75 t/m 76) 07-12-2019 t/m 14-12-2019 Hitnotering: (week 77) 04-01-2020 Hitnotering: (week 78 t/m 79) 29-08-2020 t/m 05-09-2020 Hitnotering: (week 80) 06-02-2021 Hitnotering: (week 81) 07-08-2021 Hitnotering: (week 82) 21-08-2021 Hitnotering: (week 83 t/m 84) 18-02-2023 t/m 25-02-2023 Hitnotering: (week 85 t/m 87) 29-04-2023 t/m 13-05-2023 Hitnotering: (week 88) 25-05-2024 Hitnotering: (week 89) 13-07-2024 Hitnotering: (week 90 t/m 96) 27-07-2024 t/m 31-08-2024 Hitnotering: (week 97 t/m 98) 14-09-2024 t/m 21-09-2024 Hitnotering: (week 99) 05-10-2024 Hitnotering: (week 100 t/m 101) 16-11-2024 t/m 22-11-2024 Hitnotering: (week 102 t/m 115) 04-01-2025 t/m 05-04-2025 Hitnotering: (week 116 t/m 118) 19-04-2025 t/m 03-05-2025 Hitnotering: (week 119 t/m 123) 17-05-2025 t/m 14-06-2025 Hitnotering: (week 124 t/m 126) 12-07-2025 t/m 26-07-2025 | Hitnotering: (week 1 t/m 23) 01-04-1995 t/m 02-09-1995 Hitnotering: (week 24 t/m 26) 23-09-1995 t/m 07-10-1995 Hitnotering: (week 27 t/m 32) 21-10-1995 t/m 02-12-1995 Hitnotering: (week 33 t/m 35) 12-01-2019 t/m 26-01-2019 Hitnotering: (week 36) 09-02-2019 Hitnotering: (week 37) 23-02-2019 Hitnotering: (week 38) 09-03-2019 Hitnotering: (week 39 t/m 74) 23-03-2019 t/m 23-11-2019 Hitnotering: (week 75 t/m 76) 07-12-2019 t/m 14-12-2019 Hitnotering: (week 77) 04-01-2020 Hitnotering: (week 78 t/m 79) 29-08-2020 t/m 05-09-2020 Hitnotering: (week 80) 06-02-2021 Hitnotering: (week 81) 07-08-2021 Hitnotering: (week 82) 21-08-2021 Hitnotering: (week 83 t/m 84) 18-02-2023 t/m 25-02-2023 Hitnotering: (week 85 t/m 87) 29-04-2023 t/m 13-05-2023 Hitnotering: (week 88) 25-05-2024 Hitnotering: (week 89) 13-07-2024 Hitnotering: (week 90 t/m 96) 27-07-2024 t/m 31-08-2024 Hitnotering: (week 97 t/m 98) 14-09-2024 t/m 21-09-2024 Hitnotering: (week 99) 05-10-2024 Hitnotering: (week 100 t/m 101) 16-11-2024 t/m 22-11-2024 Hitnotering: (week 102 t/m 115) 04-01-2025 t/m 05-04-2025 Hitnotering: (week 116 t/m 118) 19-04-2025 t/m 03-05-2025 Hitnotering: (week 119 t/m 123) 17-05-2025 t/m 14-06-2025 Hitnotering: (week 124 t/m 126) 12-07-2025 t/m 26-07-2025 | Hitnotering: (week 1 t/m 23) 01-04-1995 t/m 02-09-1995 Hitnotering: (week 24 t/m 26) 23-09-1995 t/m 07-10-1995 Hitnotering: (week 27 t/m 32) 21-10-1995 t/m 02-12-1995 Hitnotering: (week 33 t/m 35) 12-01-2019 t/m 26-01-2019 Hitnotering: (week 36) 09-02-2019 Hitnotering: (week 37) 23-02-2019 Hitnotering: (week 38) 09-03-2019 Hitnotering: (week 39 t/m 74) 23-03-2019 t/m 23-11-2019 Hitnotering: (week 75 t/m 76) 07-12-2019 t/m 14-12-2019 Hitnotering: (week 77) 04-01-2020 Hitnotering: (week 78 t/m 79) 29-08-2020 t/m 05-09-2020 Hitnotering: (week 80) 06-02-2021 Hitnotering: (week 81) 07-08-2021 Hitnotering: (week 82) 21-08-2021 Hitnotering: (week 83 t/m 84) 18-02-2023 t/m 25-02-2023 Hitnotering: (week 85 t/m 87) 29-04-2023 t/m 13-05-2023 Hitnotering: (week 88) 25-05-2024 Hitnotering: (week 89) 13-07-2024 Hitnotering: (week 90 t/m 96) 27-07-2024 t/m 31-08-2024 Hitnotering: (week 97 t/m 98) 14-09-2024 t/m 21-09-2024 Hitnotering: (week 99) 05-10-2024 Hitnotering: (week 100 t/m 101) 16-11-2024 t/m 22-11-2024 Hitnotering: (week 102 t/m 115) 04-01-2025 t/m 05-04-2025 Hitnotering: (week 116 t/m 118) 19-04-2025 t/m 03-05-2025 Hitnotering: (week 119 t/m 123) 17-05-2025 t/m 14-06-2025 Hitnotering: (week 124 t/m 126) 12-07-2025 t/m 26-07-2025 | Hitnotering: (week 1 t/m 23) 01-04-1995 t/m 02-09-1995 Hitnotering: (week 24 t/m 26) 23-09-1995 t/m 07-10-1995 Hitnotering: (week 27 t/m 32) 21-10-1995 t/m 02-12-1995 Hitnotering: (week 33 t/m 35) 12-01-2019 t/m 26-01-2019 Hitnotering: (week 36) 09-02-2019 Hitnotering: (week 37) 23-02-2019 Hitnotering: (week 38) 09-03-2019 Hitnotering: (week 39 t/m 74) 23-03-2019 t/m 23-11-2019 Hitnotering: (week 75 t/m 76) 07-12-2019 t/m 14-12-2019 Hitnotering: (week 77) 04-01-2020 Hitnotering: (week 78 t/m 79) 29-08-2020 t/m 05-09-2020 Hitnotering: (week 80) 06-02-2021 Hitnotering: (week 81) 07-08-2021 Hitnotering: (week 82) 21-08-2021 Hitnotering: (week 83 t/m 84) 18-02-2023 t/m 25-02-2023 Hitnotering: (week 85 t/m 87) 29-04-2023 t/m 13-05-2023 Hitnotering: (week 88) 25-05-2024 Hitnotering: (week 89) 13-07-2024 Hitnotering: (week 90 t/m 96) 27-07-2024 t/m 31-08-2024 Hitnotering: (week 97 t/m 98) 14-09-2024 t/m 21-09-2024 Hitnotering: (week 99) 05-10-2024 Hitnotering: (week 100 t/m 101) 16-11-2024 t/m 22-11-2024 Hitnotering: (week 102 t/m 115) 04-01-2025 t/m 05-04-2025 Hitnotering: (week 116 t/m 118) 19-04-2025 t/m 03-05-2025 Hitnotering: (week 119 t/m 123) 17-05-2025 t/m 14-06-2025 Hitnotering: (week 124 t/m 126) 12-07-2025 t/m 26-07-2025 | Hitnotering: (week 1 t/m 23) 01-04-1995 t/m 02-09-1995 Hitnotering: (week 24 t/m 26) 23-09-1995 t/m 07-10-1995 Hitnotering: (week 27 t/m 32) 21-10-1995 t/m 02-12-1995 Hitnotering: (week 33 t/m 35) 12-01-2019 t/m 26-01-2019 Hitnotering: (week 36) 09-02-2019 Hitnotering: (week 37) 23-02-2019 Hitnotering: (week 38) 09-03-2019 Hitnotering: (week 39 t/m 74) 23-03-2019 t/m 23-11-2019 Hitnotering: (week 75 t/m 76) 07-12-2019 t/m 14-12-2019 Hitnotering: (week 77) 04-01-2020 Hitnotering: (week 78 t/m 79) 29-08-2020 t/m 05-09-2020 Hitnotering: (week 80) 06-02-2021 Hitnotering: (week 81) 07-08-2021 Hitnotering: (week 82) 21-08-2021 Hitnotering: (week 83 t/m 84) 18-02-2023 t/m 25-02-2023 Hitnotering: (week 85 t/m 87) 29-04-2023 t/m 13-05-2023 Hitnotering: (week 88) 25-05-2024 Hitnotering: (week 89) 13-07-2024 Hitnotering: (week 90 t/m 96) 27-07-2024 t/m 31-08-2024 Hitnotering: (week 97 t/m 98) 14-09-2024 t/m 21-09-2024 Hitnotering: (week 99) 05-10-2024 Hitnotering: (week 100 t/m 101) 16-11-2024 t/m 22-11-2024 Hitnotering: (week 102 t/m 115) 04-01-2025 t/m 05-04-2025 Hitnotering: (week 116 t/m 118) 19-04-2025 t/m 03-05-2025 Hitnotering: (week 119 t/m 123) 17-05-2025 t/m 14-06-2025 Hitnotering: (week 124 t/m 126) 12-07-2025 t/m 26-07-2025 | Hitnotering: (week 1 t/m 23) 01-04-1995 t/m 02-09-1995 Hitnotering: (week 24 t/m 26) 23-09-1995 t/m 07-10-1995 Hitnotering: (week 27 t/m 32) 21-10-1995 t/m 02-12-1995 Hitnotering: (week 33 t/m 35) 12-01-2019 t/m 26-01-2019 Hitnotering: (week 36) 09-02-2019 Hitnotering: (week 37) 23-02-2019 Hitnotering: (week 38) 09-03-2019 Hitnotering: (week 39 t/m 74) 23-03-2019 t/m 23-11-2019 Hitnotering: (week 75 t/m 76) 07-12-2019 t/m 14-12-2019 Hitnotering: (week 77) 04-01-2020 Hitnotering: (week 78 t/m 79) 29-08-2020 t/m 05-09-2020 Hitnotering: (week 80) 06-02-2021 Hitnotering: (week 81) 07-08-2021 Hitnotering: (week 82) 21-08-2021 Hitnotering: (week 83 t/m 84) 18-02-2023 t/m 25-02-2023 Hitnotering: (week 85 t/m 87) 29-04-2023 t/m 13-05-2023 Hitnotering: (week 88) 25-05-2024 Hitnotering: (week 89) 13-07-2024 Hitnotering: (week 90 t/m 96) 27-07-2024 t/m 31-08-2024 Hitnotering: (week 97 t/m 98) 14-09-2024 t/m 21-09-2024 Hitnotering: (week 99) 05-10-2024 Hitnotering: (week 100 t/m 101) 16-11-2024 t/m 22-11-2024 Hitnotering: (week 102 t/m 115) 04-01-2025 t/m 05-04-2025 Hitnotering: (week 116 t/m 118) 19-04-2025 t/m 03-05-2025 Hitnotering: (week 119 t/m 123) 17-05-2025 t/m 14-06-2025 Hitnotering: (week 124 t/m 126) 12-07-2025 t/m 26-07-2025 | Hitnotering: (week 1 t/m 23) 01-04-1995 t/m 02-09-1995 Hitnotering: (week 24 t/m 26) 23-09-1995 t/m 07-10-1995 Hitnotering: (week 27 t/m 32) 21-10-1995 t/m 02-12-1995 Hitnotering: (week 33 t/m 35) 12-01-2019 t/m 26-01-2019 Hitnotering: (week 36) 09-02-2019 Hitnotering: (week 37) 23-02-2019 Hitnotering: (week 38) 09-03-2019 Hitnotering: (week 39 t/m 74) 23-03-2019 t/m 23-11-2019 Hitnotering: (week 75 t/m 76) 07-12-2019 t/m 14-12-2019 Hitnotering: (week 77) 04-01-2020 Hitnotering: (week 78 t/m 79) 29-08-2020 t/m 05-09-2020 Hitnotering: (week 80) 06-02-2021 Hitnotering: (week 81) 07-08-2021 Hitnotering: (week 82) 21-08-2021 Hitnotering: (week 83 t/m 84) 18-02-2023 t/m 25-02-2023 Hitnotering: (week 85 t/m 87) 29-04-2023 t/m 13-05-2023 Hitnotering: (week 88) 25-05-2024 Hitnotering: (week 89) 13-07-2024 Hitnotering: (week 90 t/m 96) 27-07-2024 t/m 31-08-2024 Hitnotering: (week 97 t/m 98) 14-09-2024 t/m 21-09-2024 Hitnotering: (week 99) 05-10-2024 Hitnotering: (week 100 t/m 101) 16-11-2024 t/m 22-11-2024 Hitnotering: (week 102 t/m 115) 04-01-2025 t/m 05-04-2025 Hitnotering: (week 116 t/m 118) 19-04-2025 t/m 03-05-2025 Hitnotering: (week 119 t/m 123) 17-05-2025 t/m 14-06-2025 Hitnotering: (week 124 t/m 126) 12-07-2025 t/m 26-07-2025 | Hitnotering: (week 1 t/m 23) 01-04-1995 t/m 02-09-1995 Hitnotering: (week 24 t/m 26) 23-09-1995 t/m 07-10-1995 Hitnotering: (week 27 t/m 32) 21-10-1995 t/m 02-12-1995 Hitnotering: (week 33 t/m 35) 12-01-2019 t/m 26-01-2019 Hitnotering: (week 36) 09-02-2019 Hitnotering: (week 37) 23-02-2019 Hitnotering: (week 38) 09-03-2019 Hitnotering: (week 39 t/m 74) 23-03-2019 t/m 23-11-2019 Hitnotering: (week 75 t/m 76) 07-12-2019 t/m 14-12-2019 Hitnotering: (week 77) 04-01-2020 Hitnotering: (week 78 t/m 79) 29-08-2020 t/m 05-09-2020 Hitnotering: (week 80) 06-02-2021 Hitnotering: (week 81) 07-08-2021 Hitnotering: (week 82) 21-08-2021 Hitnotering: (week 83 t/m 84) 18-02-2023 t/m 25-02-2023 Hitnotering: (week 85 t/m 87) 29-04-2023 t/m 13-05-2023 Hitnotering: (week 88) 25-05-2024 Hitnotering: (week 89) 13-07-2024 Hitnotering: (week 90 t/m 96) 27-07-2024 t/m 31-08-2024 Hitnotering: (week 97 t/m 98) 14-09-2024 t/m 21-09-2024 Hitnotering: (week 99) 05-10-2024 Hitnotering: (week 100 t/m 101) 16-11-2024 t/m 22-11-2024 Hitnotering: (week 102 t/m 115) 04-01-2025 t/m 05-04-2025 Hitnotering: (week 116 t/m 118) 19-04-2025 t/m 03-05-2025 Hitnotering: (week 119 t/m 123) 17-05-2025 t/m 14-06-2025 Hitnotering: (week 124 t/m 126) 12-07-2025 t/m 26-07-2025 | Hitnotering: (week 1 t/m 23) 01-04-1995 t/m 02-09-1995 Hitnotering: (week 24 t/m 26) 23-09-1995 t/m 07-10-1995 Hitnotering: (week 27 t/m 32) 21-10-1995 t/m 02-12-1995 Hitnotering: (week 33 t/m 35) 12-01-2019 t/m 26-01-2019 Hitnotering: (week 36) 09-02-2019 Hitnotering: (week 37) 23-02-2019 Hitnotering: (week 38) 09-03-2019 Hitnotering: (week 39 t/m 74) 23-03-2019 t/m 23-11-2019 Hitnotering: (week 75 t/m 76) 07-12-2019 t/m 14-12-2019 Hitnotering: (week 77) 04-01-2020 Hitnotering: (week 78 t/m 79) 29-08-2020 t/m 05-09-2020 Hitnotering: (week 80) 06-02-2021 Hitnotering: (week 81) 07-08-2021 Hitnotering: (week 82) 21-08-2021 Hitnotering: (week 83 t/m 84) 18-02-2023 t/m 25-02-2023 Hitnotering: (week 85 t/m 87) 29-04-2023 t/m 13-05-2023 Hitnotering: (week 88) 25-05-2024 Hitnotering: (week 89) 13-07-2024 Hitnotering: (week 90 t/m 96) 27-07-2024 t/m 31-08-2024 Hitnotering: (week 97 t/m 98) 14-09-2024 t/m 21-09-2024 Hitnotering: (week 99) 05-10-2024 Hitnotering: (week 100 t/m 101) 16-11-2024 t/m 22-11-2024 Hitnotering: (week 102 t/m 115) 04-01-2025 t/m 05-04-2025 Hitnotering: (week 116 t/m 118) 19-04-2025 t/m 03-05-2025 Hitnotering: (week 119 t/m 123) 17-05-2025 t/m 14-06-2025 Hitnotering: (week 124 t/m 126) 12-07-2025 t/m 26-07-2025 | Hitnotering: (week 1 t/m 23) 01-04-1995 t/m 02-09-1995 Hitnotering: (week 24 t/m 26) 23-09-1995 t/m 07-10-1995 Hitnotering: (week 27 t/m 32) 21-10-1995 t/m 02-12-1995 Hitnotering: (week 33 t/m 35) 12-01-2019 t/m 26-01-2019 Hitnotering: (week 36) 09-02-2019 Hitnotering: (week 37) 23-02-2019 Hitnotering: (week 38) 09-03-2019 Hitnotering: (week 39 t/m 74) 23-03-2019 t/m 23-11-2019 Hitnotering: (week 75 t/m 76) 07-12-2019 t/m 14-12-2019 Hitnotering: (week 77) 04-01-2020 Hitnotering: (week 78 t/m 79) 29-08-2020 t/m 05-09-2020 Hitnotering: (week 80) 06-02-2021 Hitnotering: (week 81) 07-08-2021 Hitnotering: (week 82) 21-08-2021 Hitnotering: (week 83 t/m 84) 18-02-2023 t/m 25-02-2023 Hitnotering: (week 85 t/m 87) 29-04-2023 t/m 13-05-2023 Hitnotering: (week 88) 25-05-2024 Hitnotering: (week 89) 13-07-2024 Hitnotering: (week 90 t/m 96) 27-07-2024 t/m 31-08-2024 Hitnotering: (week 97 t/m 98) 14-09-2024 t/m 21-09-2024 Hitnotering: (week 99) 05-10-2024 Hitnotering: (week 100 t/m 101) 16-11-2024 t/m 22-11-2024 Hitnotering: (week 102 t/m 115) 04-01-2025 t/m 05-04-2025 Hitnotering: (week 116 t/m 118) 19-04-2025 t/m 03-05-2025 Hitnotering: (week 119 t/m 123) 17-05-2025 t/m 14-06-2025 Hitnotering: (week 124 t/m 126) 12-07-2025 t/m 26-07-2025 | Hitnotering: (week 1 t/m 23) 01-04-1995 t/m 02-09-1995 Hitnotering: (week 24 t/m 26) 23-09-1995 t/m 07-10-1995 Hitnotering: (week 27 t/m 32) 21-10-1995 t/m 02-12-1995 Hitnotering: (week 33 t/m 35) 12-01-2019 t/m 26-01-2019 Hitnotering: (week 36) 09-02-2019 Hitnotering: (week 37) 23-02-2019 Hitnotering: (week 38) 09-03-2019 Hitnotering: (week 39 t/m 74) 23-03-2019 t/m 23-11-2019 Hitnotering: (week 75 t/m 76) 07-12-2019 t/m 14-12-2019 Hitnotering: (week 77) 04-01-2020 Hitnotering: (week 78 t/m 79) 29-08-2020 t/m 05-09-2020 Hitnotering: (week 80) 06-02-2021 Hitnotering: (week 81) 07-08-2021 Hitnotering: (week 82) 21-08-2021 Hitnotering: (week 83 t/m 84) 18-02-2023 t/m 25-02-2023 Hitnotering: (week 85 t/m 87) 29-04-2023 t/m 13-05-2023 Hitnotering: (week 88) 25-05-2024 Hitnotering: (week 89) 13-07-2024 Hitnotering: (week 90 t/m 96) 27-07-2024 t/m 31-08-2024 Hitnotering: (week 97 t/m 98) 14-09-2024 t/m 21-09-2024 Hitnotering: (week 99) 05-10-2024 Hitnotering: (week 100 t/m 101) 16-11-2024 t/m 22-11-2024 Hitnotering: (week 102 t/m 115) 04-01-2025 t/m 05-04-2025 Hitnotering: (week 116 t/m 118) 19-04-2025 t/m 03-05-2025 Hitnotering: (week 119 t/m 123) 17-05-2025 t/m 14-06-2025 Hitnotering: (week 124 t/m 126) 12-07-2025 t/m 26-07-2025 | Hitnotering: (week 1 t/m 23) 01-04-1995 t/m 02-09-1995 Hitnotering: (week 24 t/m 26) 23-09-1995 t/m 07-10-1995 Hitnotering: (week 27 t/m 32) 21-10-1995 t/m 02-12-1995 Hitnotering: (week 33 t/m 35) 12-01-2019 t/m 26-01-2019 Hitnotering: (week 36) 09-02-2019 Hitnotering: (week 37) 23-02-2019 Hitnotering: (week 38) 09-03-2019 Hitnotering: (week 39 t/m 74) 23-03-2019 t/m 23-11-2019 Hitnotering: (week 75 t/m 76) 07-12-2019 t/m 14-12-2019 Hitnotering: (week 77) 04-01-2020 Hitnotering: (week 78 t/m 79) 29-08-2020 t/m 05-09-2020 Hitnotering: (week 80) 06-02-2021 Hitnotering: (week 81) 07-08-2021 Hitnotering: (week 82) 21-08-2021 Hitnotering: (week 83 t/m 84) 18-02-2023 t/m 25-02-2023 Hitnotering: (week 85 t/m 87) 29-04-2023 t/m 13-05-2023 Hitnotering: (week 88) 25-05-2024 Hitnotering: (week 89) 13-07-2024 Hitnotering: (week 90 t/m 96) 27-07-2024 t/m 31-08-2024 Hitnotering: (week 97 t/m 98) 14-09-2024 t/m 21-09-2024 Hitnotering: (week 99) 05-10-2024 Hitnotering: (week 100 t/m 101) 16-11-2024 t/m 22-11-2024 Hitnotering: (week 102 t/m 115) 04-01-2025 t/m 05-04-2025 Hitnotering: (week 116 t/m 118) 19-04-2025 t/m 03-05-2025 Hitnotering: (week 119 t/m 123) 17-05-2025 t/m 14-06-2025 Hitnotering: (week 124 t/m 126) 12-07-2025 t/m 26-07-2025 | Hitnotering: (week 1 t/m 23) 01-04-1995 t/m 02-09-1995 Hitnotering: (week 24 t/m 26) 23-09-1995 t/m 07-10-1995 Hitnotering: (week 27 t/m 32) 21-10-1995 t/m 02-12-1995 Hitnotering: (week 33 t/m 35) 12-01-2019 t/m 26-01-2019 Hitnotering: (week 36) 09-02-2019 Hitnotering: (week 37) 23-02-2019 Hitnotering: (week 38) 09-03-2019 Hitnotering: (week 39 t/m 74) 23-03-2019 t/m 23-11-2019 Hitnotering: (week 75 t/m 76) 07-12-2019 t/m 14-12-2019 Hitnotering: (week 77) 04-01-2020 Hitnotering: (week 78 t/m 79) 29-08-2020 t/m 05-09-2020 Hitnotering: (week 80) 06-02-2021 Hitnotering: (week 81) 07-08-2021 Hitnotering: (week 82) 21-08-2021 Hitnotering: (week 83 t/m 84) 18-02-2023 t/m 25-02-2023 Hitnotering: (week 85 t/m 87) 29-04-2023 t/m 13-05-2023 Hitnotering: (week 88) 25-05-2024 Hitnotering: (week 89) 13-07-2024 Hitnotering: (week 90 t/m 96) 27-07-2024 t/m 31-08-2024 Hitnotering: (week 97 t/m 98) 14-09-2024 t/m 21-09-2024 Hitnotering: (week 99) 05-10-2024 Hitnotering: (week 100 t/m 101) 16-11-2024 t/m 22-11-2024 Hitnotering: (week 102 t/m 115) 04-01-2025 t/m 05-04-2025 Hitnotering: (week 116 t/m 118) 19-04-2025 t/m 03-05-2025 Hitnotering: (week 119 t/m 123) 17-05-2025 t/m 14-06-2025 Hitnotering: (week 124 t/m 126) 12-07-2025 t/m 26-07-2025 | Hitnotering: (week 1 t/m 23) 01-04-1995 t/m 02-09-1995 Hitnotering: (week 24 t/m 26) 23-09-1995 t/m 07-10-1995 Hitnotering: (week 27 t/m 32) 21-10-1995 t/m 02-12-1995 Hitnotering: (week 33 t/m 35) 12-01-2019 t/m 26-01-2019 Hitnotering: (week 36) 09-02-2019 Hitnotering: (week 37) 23-02-2019 Hitnotering: (week 38) 09-03-2019 Hitnotering: (week 39 t/m 74) 23-03-2019 t/m 23-11-2019 Hitnotering: (week 75 t/m 76) 07-12-2019 t/m 14-12-2019 Hitnotering: (week 77) 04-01-2020 Hitnotering: (week 78 t/m 79) 29-08-2020 t/m 05-09-2020 Hitnotering: (week 80) 06-02-2021 Hitnotering: (week 81) 07-08-2021 Hitnotering: (week 82) 21-08-2021 Hitnotering: (week 83 t/m 84) 18-02-2023 t/m 25-02-2023 Hitnotering: (week 85 t/m 87) 29-04-2023 t/m 13-05-2023 Hitnotering: (week 88) 25-05-2024 Hitnotering: (week 89) 13-07-2024 Hitnotering: (week 90 t/m 96) 27-07-2024 t/m 31-08-2024 Hitnotering: (week 97 t/m 98) 14-09-2024 t/m 21-09-2024 Hitnotering: (week 99) 05-10-2024 Hitnotering: (week 100 t/m 101) 16-11-2024 t/m 22-11-2024 Hitnotering: (week 102 t/m 115) 04-01-2025 t/m 05-04-2025 Hitnotering: (week 116 t/m 118) 19-04-2025 t/m 03-05-2025 Hitnotering: (week 119 t/m 123) 17-05-2025 t/m 14-06-2025 Hitnotering: (week 124 t/m 126) 12-07-2025 t/m 26-07-2025 | Hitnotering: (week 1 t/m 23) 01-04-1995 t/m 02-09-1995 Hitnotering: (week 24 t/m 26) 23-09-1995 t/m 07-10-1995 Hitnotering: (week 27 t/m 32) 21-10-1995 t/m 02-12-1995 Hitnotering: (week 33 t/m 35) 12-01-2019 t/m 26-01-2019 Hitnotering: (week 36) 09-02-2019 Hitnotering: (week 37) 23-02-2019 Hitnotering: (week 38) 09-03-2019 Hitnotering: (week 39 t/m 74) 23-03-2019 t/m 23-11-2019 Hitnotering: (week 75 t/m 76) 07-12-2019 t/m 14-12-2019 Hitnotering: (week 77) 04-01-2020 Hitnotering: (week 78 t/m 79) 29-08-2020 t/m 05-09-2020 Hitnotering: (week 80) 06-02-2021 Hitnotering: (week 81) 07-08-2021 Hitnotering: (week 82) 21-08-2021 Hitnotering: (week 83 t/m 84) 18-02-2023 t/m 25-02-2023 Hitnotering: (week 85 t/m 87) 29-04-2023 t/m 13-05-2023 Hitnotering: (week 88) 25-05-2024 Hitnotering: (week 89) 13-07-2024 Hitnotering: (week 90 t/m 96) 27-07-2024 t/m 31-08-2024 Hitnotering: (week 97 t/m 98) 14-09-2024 t/m 21-09-2024 Hitnotering: (week 99) 05-10-2024 Hitnotering: (week 100 t/m 101) 16-11-2024 t/m 22-11-2024 Hitnotering: (week 102 t/m 115) 04-01-2025 t/m 05-04-2025 Hitnotering: (week 116 t/m 118) 19-04-2025 t/m 03-05-2025 Hitnotering: (week 119 t/m 123) 17-05-2025 t/m 14-06-2025 Hitnotering: (week 124 t/m 126) 12-07-2025 t/m 26-07-2025 | Hitnotering: (week 1 t/m 23) 01-04-1995 t/m 02-09-1995 Hitnotering: (week 24 t/m 26) 23-09-1995 t/m 07-10-1995 Hitnotering: (week 27 t/m 32) 21-10-1995 t/m 02-12-1995 Hitnotering: (week 33 t/m 35) 12-01-2019 t/m 26-01-2019 Hitnotering: (week 36) 09-02-2019 Hitnotering: (week 37) 23-02-2019 Hitnotering: (week 38) 09-03-2019 Hitnotering: (week 39 t/m 74) 23-03-2019 t/m 23-11-2019 Hitnotering: (week 75 t/m 76) 07-12-2019 t/m 14-12-2019 Hitnotering: (week 77) 04-01-2020 Hitnotering: (week 78 t/m 79) 29-08-2020 t/m 05-09-2020 Hitnotering: (week 80) 06-02-2021 Hitnotering: (week 81) 07-08-2021 Hitnotering: (week 82) 21-08-2021 Hitnotering: (week 83 t/m 84) 18-02-2023 t/m 25-02-2023 Hitnotering: (week 85 t/m 87) 29-04-2023 t/m 13-05-2023 Hitnotering: (week 88) 25-05-2024 Hitnotering: (week 89) 13-07-2024 Hitnotering: (week 90 t/m 96) 27-07-2024 t/m 31-08-2024 Hitnotering: (week 97 t/m 98) 14-09-2024 t/m 21-09-2024 Hitnotering: (week 99) 05-10-2024 Hitnotering: (week 100 t/m 101) 16-11-2024 t/m 22-11-2024 Hitnotering: (week 102 t/m 115) 04-01-2025 t/m 05-04-2025 Hitnotering: (week 116 t/m 118) 19-04-2025 t/m 03-05-2025 Hitnotering: (week 119 t/m 123) 17-05-2025 t/m 14-06-2025 Hitnotering: (week 124 t/m 126) 12-07-2025 t/m 26-07-2025 | Hitnotering: (week 1 t/m 23) 01-04-1995 t/m 02-09-1995 Hitnotering: (week 24 t/m 26) 23-09-1995 t/m 07-10-1995 Hitnotering: (week 27 t/m 32) 21-10-1995 t/m 02-12-1995 Hitnotering: (week 33 t/m 35) 12-01-2019 t/m 26-01-2019 Hitnotering: (week 36) 09-02-2019 Hitnotering: (week 37) 23-02-2019 Hitnotering: (week 38) 09-03-2019 Hitnotering: (week 39 t/m 74) 23-03-2019 t/m 23-11-2019 Hitnotering: (week 75 t/m 76) 07-12-2019 t/m 14-12-2019 Hitnotering: (week 77) 04-01-2020 Hitnotering: (week 78 t/m 79) 29-08-2020 t/m 05-09-2020 Hitnotering: (week 80) 06-02-2021 Hitnotering: (week 81) 07-08-2021 Hitnotering: (week 82) 21-08-2021 Hitnotering: (week 83 t/m 84) 18-02-2023 t/m 25-02-2023 Hitnotering: (week 85 t/m 87) 29-04-2023 t/m 13-05-2023 Hitnotering: (week 88) 25-05-2024 Hitnotering: (week 89) 13-07-2024 Hitnotering: (week 90 t/m 96) 27-07-2024 t/m 31-08-2024 Hitnotering: (week 97 t/m 98) 14-09-2024 t/m 21-09-2024 Hitnotering: (week 99) 05-10-2024 Hitnotering: (week 100 t/m 101) 16-11-2024 t/m 22-11-2024 Hitnotering: (week 102 t/m 115) 04-01-2025 t/m 05-04-2025 Hitnotering: (week 116 t/m 118) 19-04-2025 t/m 03-05-2025 Hitnotering: (week 119 t/m 123) 17-05-2025 t/m 14-06-2025 Hitnotering: (week 124 t/m 126) 12-07-2025 t/m 26-07-2025 | Hitnotering: (week 1 t/m 23) 01-04-1995 t/m 02-09-1995 Hitnotering: (week 24 t/m 26) 23-09-1995 t/m 07-10-1995 Hitnotering: (week 27 t/m 32) 21-10-1995 t/m 02-12-1995 Hitnotering: (week 33 t/m 35) 12-01-2019 t/m 26-01-2019 Hitnotering: (week 36) 09-02-2019 Hitnotering: (week 37) 23-02-2019 Hitnotering: (week 38) 09-03-2019 Hitnotering: (week 39 t/m 74) 23-03-2019 t/m 23-11-2019 Hitnotering: (week 75 t/m 76) 07-12-2019 t/m 14-12-2019 Hitnotering: (week 77) 04-01-2020 Hitnotering: (week 78 t/m 79) 29-08-2020 t/m 05-09-2020 Hitnotering: (week 80) 06-02-2021 Hitnotering: (week 81) 07-08-2021 Hitnotering: (week 82) 21-08-2021 Hitnotering: (week 83 t/m 84) 18-02-2023 t/m 25-02-2023 Hitnotering: (week 85 t/m 87) 29-04-2023 t/m 13-05-2023 Hitnotering: (week 88) 25-05-2024 Hitnotering: (week 89) 13-07-2024 Hitnotering: (week 90 t/m 96) 27-07-2024 t/m 31-08-2024 Hitnotering: (week 97 t/m 98) 14-09-2024 t/m 21-09-2024 Hitnotering: (week 99) 05-10-2024 Hitnotering: (week 100 t/m 101) 16-11-2024 t/m 22-11-2024 Hitnotering: (week 102 t/m 115) 04-01-2025 t/m 05-04-2025 Hitnotering: (week 116 t/m 118) 19-04-2025 t/m 03-05-2025 Hitnotering: (week 119 t/m 123) 17-05-2025 t/m 14-06-2025 Hitnotering: (week 124 t/m 126) 12-07-2025 t/m 26-07-2025 | Hitnotering: (week 1 t/m 23) 01-04-1995 t/m 02-09-1995 Hitnotering: (week 24 t/m 26) 23-09-1995 t/m 07-10-1995 Hitnotering: (week 27 t/m 32) 21-10-1995 t/m 02-12-1995 Hitnotering: (week 33 t/m 35) 12-01-2019 t/m 26-01-2019 Hitnotering: (week 36) 09-02-2019 Hitnotering: (week 37) 23-02-2019 Hitnotering: (week 38) 09-03-2019 Hitnotering: (week 39 t/m 74) 23-03-2019 t/m 23-11-2019 Hitnotering: (week 75 t/m 76) 07-12-2019 t/m 14-12-2019 Hitnotering: (week 77) 04-01-2020 Hitnotering: (week 78 t/m 79) 29-08-2020 t/m 05-09-2020 Hitnotering: (week 80) 06-02-2021 Hitnotering: (week 81) 07-08-2021 Hitnotering: (week 82) 21-08-2021 Hitnotering: (week 83 t/m 84) 18-02-2023 t/m 25-02-2023 Hitnotering: (week 85 t/m 87) 29-04-2023 t/m 13-05-2023 Hitnotering: (week 88) 25-05-2024 Hitnotering: (week 89) 13-07-2024 Hitnotering: (week 90 t/m 96) 27-07-2024 t/m 31-08-2024 Hitnotering: (week 97 t/m 98) 14-09-2024 t/m 21-09-2024 Hitnotering: (week 99) 05-10-2024 Hitnotering: (week 100 t/m 101) 16-11-2024 t/m 22-11-2024 Hitnotering: (week 102 t/m 115) 04-01-2025 t/m 05-04-2025 Hitnotering: (week 116 t/m 118) 19-04-2025 t/m 03-05-2025 Hitnotering: (week 119 t/m 123) 17-05-2025 t/m 14-06-2025 Hitnotering: (week 124 t/m 126) 12-07-2025 t/m 26-07-2025 | Hitnotering: (week 1 t/m 23) 01-04-1995 t/m 02-09-1995 Hitnotering: (week 24 t/m 26) 23-09-1995 t/m 07-10-1995 Hitnotering: (week 27 t/m 32) 21-10-1995 t/m 02-12-1995 Hitnotering: (week 33 t/m 35) 12-01-2019 t/m 26-01-2019 Hitnotering: (week 36) 09-02-2019 Hitnotering: (week 37) 23-02-2019 Hitnotering: (week 38) 09-03-2019 Hitnotering: (week 39 t/m 74) 23-03-2019 t/m 23-11-2019 Hitnotering: (week 75 t/m 76) 07-12-2019 t/m 14-12-2019 Hitnotering: (week 77) 04-01-2020 Hitnotering: (week 78 t/m 79) 29-08-2020 t/m 05-09-2020 Hitnotering: (week 80) 06-02-2021 Hitnotering: (week 81) 07-08-2021 Hitnotering: (week 82) 21-08-2021 Hitnotering: (week 83 t/m 84) 18-02-2023 t/m 25-02-2023 Hitnotering: (week 85 t/m 87) 29-04-2023 t/m 13-05-2023 Hitnotering: (week 88) 25-05-2024 Hitnotering: (week 89) 13-07-2024 Hitnotering: (week 90 t/m 96) 27-07-2024 t/m 31-08-2024 Hitnotering: (week 97 t/m 98) 14-09-2024 t/m 21-09-2024 Hitnotering: (week 99) 05-10-2024 Hitnotering: (week 100 t/m 101) 16-11-2024 t/m 22-11-2024 Hitnotering: (week 102 t/m 115) 04-01-2025 t/m 05-04-2025 Hitnotering: (week 116 t/m 118) 19-04-2025 t/m 03-05-2025 Hitnotering: (week 119 t/m 123) 17-05-2025 t/m 14-06-2025 Hitnotering: (week 124 t/m 126) 12-07-2025 t/m 26-07-2025 | Hitnotering: (week 1 t/m 23) 01-04-1995 t/m 02-09-1995 Hitnotering: (week 24 t/m 26) 23-09-1995 t/m 07-10-1995 Hitnotering: (week 27 t/m 32) 21-10-1995 t/m 02-12-1995 Hitnotering: (week 33 t/m 35) 12-01-2019 t/m 26-01-2019 Hitnotering: (week 36) 09-02-2019 Hitnotering: (week 37) 23-02-2019 Hitnotering: (week 38) 09-03-2019 Hitnotering: (week 39 t/m 74) 23-03-2019 t/m 23-11-2019 Hitnotering: (week 75 t/m 76) 07-12-2019 t/m 14-12-2019 Hitnotering: (week 77) 04-01-2020 Hitnotering: (week 78 t/m 79) 29-08-2020 t/m 05-09-2020 Hitnotering: (week 80) 06-02-2021 Hitnotering: (week 81) 07-08-2021 Hitnotering: (week 82) 21-08-2021 Hitnotering: (week 83 t/m 84) 18-02-2023 t/m 25-02-2023 Hitnotering: (week 85 t/m 87) 29-04-2023 t/m 13-05-2023 Hitnotering: (week 88) 25-05-2024 Hitnotering: (week 89) 13-07-2024 Hitnotering: (week 90 t/m 96) 27-07-2024 t/m 31-08-2024 Hitnotering: (week 97 t/m 98) 14-09-2024 t/m 21-09-2024 Hitnotering: (week 99) 05-10-2024 Hitnotering: (week 100 t/m 101) 16-11-2024 t/m 22-11-2024 Hitnotering: (week 102 t/m 115) 04-01-2025 t/m 05-04-2025 Hitnotering: (week 116 t/m 118) 19-04-2025 t/m 03-05-2025 Hitnotering: (week 119 t/m 123) 17-05-2025 t/m 14-06-2025 Hitnotering: (week 124 t/m 126) 12-07-2025 t/m 26-07-2025 |
| Week: | 1 | 2 | 3 | 4 | 5 | 6 | 7 | 8 | 9 | 10 | 11 | 12 | 13 | 14 | 15 | 16 | 17 | 18 | 19 | 20 |
| --- | --- | --- | --- | --- | --- | --- | --- | --- | --- | --- | --- | --- | --- | --- | --- | --- | --- | --- | --- | --- |
| Positie: | 16 | 20 | 19 | 20 | 21 | 20 | 17 | 18 | 18 | 27 | 23 | 23 | 23 | 27 | 29 | 32 | 41 | 43 | 34 | 36 |
| Week: | 21 | 22 | 23 | | 24 | 25 | 26 | | 27 | 28 | 29 | 30 | 31 | 32 | | 33 | 34 | 35 | | 36 |
| Positie: | 33 | 28 | 32 | uit | 48 | 35 | 50 | uit | 41 | 40 | 26 | 36 | 40 | 45 | uit | 169 | 130 | 143 | uit | 175 |
| Week: | | 37 | | 38 | | 39 | 40 | 41 | 42 | 43 | 44 | 45 | 46 | 47 | 48 | 49 | 50 | 51 | 52 | 53 |
| Positie: | uit | 147 | uit | 191 | uit | 150 | 106 | 136 | 199 | 110 | 138 | 172 | 190 | 130 | 160 | 145 | 130 | 130 | 137 | 126 |
| Week: | 54 | 55 | 56 | 57 | 58 | 59 | 60 | 61 | 62 | 63 | 64 | 65 | 66 | 67 | 68 | 69 | 70 | 71 | 72 | 73 |
| Positie: | 134 | 94 | 90 | 46 | 60 | 64 | 63 | 59 | 80 | 115 | 124 | 71 | 139 | 104 | 135 | 124 | 195 | 167 | 160 | 177 |
| Week: | 74 | | 75 | 76 | | 77 | | 78 | 79 | | 80 | | 81 | | 82 | | 83 | 84 | | 85 |
| Positie: | 155 | uit | 184 | 193 | uit | 194 | uit | 194 | 189 | uit | 184 | uit | 181 | uit | 171 | uit | 177 | 176 | uit | 113 |
| Week: | 86 | 87 | | 88 | | 89 | | 90 | 91 | 93 | 94 | 95 | 96 | | 97 | 98 | | 99 | | 100 |
| Positie: | 183 | 187 | uit | 190 | uit | 198 | uit | 80 | 13 | 85 | 105 | 135 | 172 | uit | 133 | 190 | uit | 188 | uit | 200 |
| Week: | 101 | | 102 | 103 | 104 | 105 | 106 | 107 | 108 | 109 | 110 | 111 | 112 | 113 | 114 | 115 | | 116 | 117 | 118 |
| Positie: | 195 | uit | 167 | 174 | 141 | 140 | 146 | 175 | 143 | 156 | 152 | 166 | 165 | 154 | 184 | 184 | uit | 169 | 139 | 197 |
| Week: | | 119 | 120 | 121 | 122 | 123 | | 124 | 125 | 126 | | | | | | | | | | |
| Positie: | uit | 172 | 188 | 184 | 190 | 173 | uit | 193 | 188 | 195 | uit | | | | | | | | | |

### NPO Klassiek Filmmuziek Top 200
| The Lion King in de NPO Klassiek Filmmuziek Top 200 | The Lion King in de NPO Klassiek Filmmuziek Top 200 | The Lion King in de NPO Klassiek Filmmuziek Top 200 | The Lion King in de NPO Klassiek Filmmuziek Top 200 | The Lion King in de NPO Klassiek Filmmuziek Top 200 | The Lion King in de NPO Klassiek Filmmuziek Top 200 | The Lion King in de NPO Klassiek Filmmuziek Top 200 | The Lion King in de NPO Klassiek Filmmuziek Top 200 | The Lion King in de NPO Klassiek Filmmuziek Top 200 | The Lion King in de NPO Klassiek Filmmuziek Top 200 |
| Jaar                                                | 2016                                                | 2017                                                | 2019                                                | 2020                                                | 2021                                                | 2022                                                | 2023                                                | 2024                                                | 2025                                                |
| --------------------------------------------------- | --------------------------------------------------- | --------------------------------------------------- | --------------------------------------------------- | --------------------------------------------------- | --------------------------------------------------- | --------------------------------------------------- | --------------------------------------------------- | --------------------------------------------------- | --------------------------------------------------- |
| Positie                                             | 35                                                  | 39                                                  | 20                                                  | 21                                                  | 19                                                  | 19                                                  | 14                                                  | 16                                                  | 22                                                  |

## Prijzen en nominaties
| Jaar | Prijs         | Categorie                                                             | Genomineerde(n)                                              | Uitslag     |
| ---- | ------------- | --------------------------------------------------------------------- | ------------------------------------------------------------ | ----------- |
| 1995 | Academy Award | Beste filmmuziek                                                      | Hans Zimmer                                                  | Gewonnen    |
| 1995 | Academy Award | Beste filmsong                                                        | Elton John & Tim Rice, voor "Can You Feel the Love Tonight"  | Gewonnen    |
| 1995 | Academy Award | Beste filmsong                                                        | Elton John & Tim Rice, voor "Circle of Life"                 | Genomineerd |
| 1995 | Academy Award | Beste filmsong                                                        | Elton John & Time Rice, voor "Hakuna Matata"                 | Genomineerd |
| 1995 | BAFTA Award   | Beste filmmuziek                                                      | Hans Zimmer                                                  | Genomineerd |
| 1995 | Golden Globe  | Beste filmmuziek                                                      | Hans Zimmer                                                  | Gewonnen    |
| 1995 | Golden Globe  | Beste filmsong                                                        | Elton John & Time Rice, voor "Can You Feel the Love Tonight" | Gewonnen    |
| 1995 | Golden Globe  | Beste filmsong                                                        | Elton John & Tim Rice, voor "Circle of Life"                 | Genomineerd |
| 1995 | Grammy Award  | Song of the Year                                                      | Elton John & Time Rice, voor "Can You Feel the Love Tonight" | Genomineerd |
| 1995 | Grammy Award  | Song of the Year                                                      | Elton John & Tim Rice, voor "Circle of Life"                 | Genomineerd |
| 1995 | Grammy Award  | Best Male Pop Vocal Performance                                       | Elton John, voor "Can You Feel the Love Tonight"             | Gewonnen    |
| 1995 | Grammy Award  | Best Score Soundtrack for Visual Media                                | Hans Zimmer                                                  | Genomineerd |
| 1995 | Grammy Award  | Best Song Written Specifically for a Motion Picture or for Television | Elton John & Tim Rice, voor "Can You Feel the Love Tonight"  | Genomineerd |
| 1995 | Grammy Award  | Best Song Written Specifically for a Motion Picture or for Television | Elton John & Tim Rice, voor "Circle of Life"                 | Genomineerd |
| 1995 | Grammy Award  | Best Musical Album for Children                                       | Mark Mancina, Jay Rifkin, Chris Thomas & Hans Zimmer         | Gewonnen    |
| 1995 | Grammy Award  | Best Instrumental Arrangement Accompanying Vocalist(s)                | Hans Zimmer & Lebo M, voor "Circle of Life"                  | Gewonnen    |